# ジェローム・エンゴム・ムベケリ
ジェローム・エンゴム・ムベケリ（Jerome Ngom Mbekeli, 1998年9月30日 - ）は、カメルーン・ヤウンデ出身のサッカー選手。カメルーン代表。ポジションはDF。

## 経歴
2022年9月にカメルーン代表デビュー。2022 FIFAワールドカップのメンバーにも選出され、ブラジル戦に出場した。

## 代表歴

### 出場大会
- カメルーン代表
  - 2022 FIFAワールドカップ

### 試合数
- 国際Aマッチ 8試合 1得点（2022年-）[2]

| カメルーン代表 | 国際Aマッチ | 国際Aマッチ |
| 年             | 出場        | 得点        |
| -------------- | ----------- | ----------- |
| 2022           | 3           | 0           |
| 2023           | 5           | 1           |
| 通算           | 8           | 1           |